# 8bit Project
8bit Project（エイトビット・プロジェクト）は、日本のテクノポップ・チップチューンユニット。
2005年春より着うたサイトにて楽曲配信開始。2006年8月CDデビュー。日本シンセサイザープログラマー協会（JSPA）会長の松武秀樹を"後見人"としている。

## サウンドスタイル
基本的にはオリジナル楽曲ではなく、テクノ、J-POP、洋楽、映画、アニメなどの既存の楽曲をレトロゲームのBGM風、インストゥルメンタル楽曲としてアレンジカバー（もしくはボーカルトラックを基にしたリミックス）。
サウンドにはパロディ的な要素も含むものの、リーダーの伊藤俊治は以前PlayStationのCMサウンドロゴ制作に携わっており、齋藤久師もYセツ王（YMOオマージュユニット）や松武秀樹のLOGIC SYSTEMへ参加するなど、ゲームやテクノの本格的な活動実績の上に成立するスタイルと言える。

## メンバー
- 伊藤俊治（リーダー/ex.マンスフィールド、ya-to-i）
- 齋藤久師（ex.GULT DEP、Yセツ王）
- 東海林弘憲
- 木下洋介

## 後見人
- 松武秀樹

## CD

### アルバム
1. 「FAMILIAR COMPUTING WORLD」（JOINT RECORDS）
ジャケットはクラフトワークの「コンピューター・ワールド」のパロディ。
2. 「SPICY INNOVATOR VS SUPERIOR MARIONETTE」（JOINT RECORDS）
ジャケットはATARI創始者にしてビデオゲーム産業の父ことノーラン・ブッシュネルの協力により、世界初のアーケード式ビデオゲーム・コンピュータースペースの宣材写真を加工したものを使用。

## コラボ作品（CD、着うた）

### CD
- 空色デイズ feat. 8bit Project -spiral chiptune mix-
中川翔子6thシングル『続く世界』の4トラック目に収録（発売元：ソニー・ミュージックエンタテインメント）。
- ＠Lantis 8bit Dance Remix feat.8bit Project
「ハレ晴レユカイ」「もってけ!セーラーふく」等、ランティスレーベルの代表曲をメドレーでチップチューン化した限定CD（発売元：ランティス）。
- コードネイムはLady-X（ニューレディーX＆ベストヒット80's MEGA-MIX）
-Vo.乱崎銀夏（藤田圭宣） Remix by 8bit Project （ｻﾋﾞ:SLAKE）
TVアニメ『狂乱家族日記』EDテーマ3のC/Wとして収録（発売元：ランティス）。

### 着うた
- Disney@8bit Project 
ディズニー関連の代表曲をアレンジカバーした、ディズニーレコード公式着うた（未CD化）。
  - メインストリート・エレクトリカルパレード
  - ミッキーマウス・マーチ
  - ホール・ニュー・ワールド
  - 星に願いを
  - ビビディ・バビディ・ブー
  - 美女と野獣
  - ハロウィーン・タウンへようこそ
  - くまのプーさん
  - 彼こそが海賊
  - イッツ・ア・スモールワールド
  - アンダー・ザ・シー
  - アロハ・エ・コモ・マイ

## タイアップ
- MONDO21『シューティングゲーム攻略軍団参上!』
2ndアルバムより「ツァラトゥストラはかく語りき」をオーププニングテーマとして使用。